# Shinobi: Art of Vengeance
Shinobi: Art of Vengeance — будущая компьютерная игра в жанре 2D-платформера, разработанная студией Lizardcube при поддержке издательства Sega. Является продолжение оригинальной серии для домашних приставок и аркадных автоматов. Релиз проекта запланирован на 29 августа 2025 года на консолях Nintendo Switch, PlayStation 4, PlayStation 5, Xbox One, Xbox Series X/S, а также Windows.

## Сюжет
Shinobi: Art of Vengeance будет содержать совершенно новую историю, не связанный с предыдущими частями серии. Главным героем игры является синоби по имени Джо Мусаси. В момент посещения родной деревни, он находит на её месте пепелище, а всех жителей обращённых в камень. Мусаси предстоит отомстить за свой клан и дать бой злой силе.

## Игровой процесс
Игра представляет собой 2D-платформер с элементами экшена, во многом схожий с предыдущими частями серии. Помимо классических атак мечом и бросков куная, в Shinobi: Art of Vengeance будут особые навыки ниндзя, которые позволят главному герою казнить врагов с помощью особой атаки «Казнь синоби». Хотя игра не является метроидванией, определенные способности протагониста, полученные на более поздних этапах, позволят ему исследовать скрытые области на уровнях – и открывать секреты – к которым он не мог получить доступ ранее. Игра будет содержать более дюжины уровней, также для неё запланировано расширение под названием Sega Villains Stage (только для издания Special edition) с «культовыми боссами» из обширного каталога компании Sega.

## Разработка
Анонс игры состоялся на 7 декабря 2023 года на церемонии The Game Awards 2023. Проект разрабатывается студией Lizardcube, авторами Streets of Rage 4, в тесном контакте с издательством Sega. В визуальном плане проект опирается на 16-ти-битные корни франшизы (эстетику Sega Mega Drive/Genesis), при этом предлагая свежий современный вид с новым ярким художественным оформлением (в духе Streets of Rage 4). По словам разработчиков, основным источником вдохновения являются вторая и третья части франшизы — The Revenge of Shinobi и Shinobi III: Return of the Ninja Master соответственно — с отсылками в виде некоторых врагов, уровней и боссов (например, в игре будут уровень «Бамбуковый лес», а также уровень с камнепадом и водный уровень на сёрфинговой доске, из  третьей части).
Релиз проекта запланирован на 29 августа 2025 года на консолях Nintendo Switch, PlayStation 4, PlayStation 5, Xbox One, Xbox Series X/S, а также Windows. В игре будут субтитры на русском языке.